# Graham Rix
Graham Cryril Rix (født 23. oktober 1957 i Doncaster, England) er en tidligere engelsk fodboldspiller og senere træner, der spillede som midtbanespiller. Han var på klubplan primært tilknyttet Arsenal F.C. i hjemlandet, men havde også ophold i blandt andet franske Le Havre AC og SM Caen. Med Arsenal vandt han i 1979 FA Cuppen. Han er i øjeblikket træner i A.F.C. Portchester
Rix blev desuden noteret for 17 kampe for Englands landshold. Han repræsenterede sit land ved VM i 1982 i Spanien.
Efter sit karrierestop har Rix med en vis succes fungeret som manager. Han har blandt andet haft ansvaret i sin sidste klub som aktiv, Chelsea F.C., samt Portsmouth F.C. og skotske Hearts.

## Titler
FA Cup
- 1979 med Arsenal F.C.